# Diocese de Iglesias
A Diocese de Iglesias (em latim: Dioecesis Ecclesiensis) é uma diocese latina da Igreja Católica na Sardenha. É sufragânea da Arquidiocese de Cagliari.

## História
A Diocese de Sulci foi uma sede episcopal já no século VII. Após seu declínio, o bispo de Sulci fixou residência na vila de Tratalias. Em 1503, a sede foi oficialmente transferida para Iglesias, mas, em 1514, a diocese foi reunida com a Arquidiocese de Cagliari. Em 1763, a sé foi restabelecida, e Luigi Satta foi nomeado bispo.

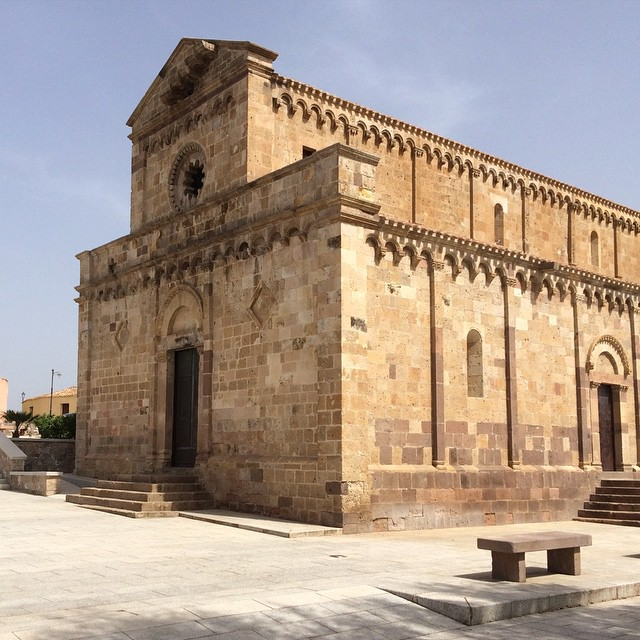
Catedral de Tratalias

 A catedral de Iglesias (então Villa di Chiesa) foi erguida pelos pisanos em 1285, mas foi restaurada em tempos posteriores. A catedral anterior localizada em Tratalias foi construída em um estilo românico de Pisa entre 1213 e 1282.

## Bispos
- Luigi Satta (falecido em 1763–1772)
- Giovanni Ignazio Gautier (falecido entre 1772 e 1773)
- Francesco Antonio Deplano (falecido em 1775–1781)
- Giacinto Francesco Rolfi, OESA (1783–1789 falecido)
- Giuseppe Domenico Porqueddu (falecido entre 1792 e 1799)
- Nicolo Navoni (1800–1819 confirmado, Arcebispo de Cagliari)
- Giovanni Nepomuceno Ferdiani (falecido entre 1819 e 1841)
- Raimondo Orrù (1842 – não entrou em vigor)
- Giovanni Stephano Masala (1842 – não entrou em vigor)
- Giovanni Battista Montixi (falecido entre 1844 e 1884)
- Raimondo Ingheo-Ledda (1884–1907 renunciou)
- Giuseppe Dallepiane (falecido em 1911–1920)
- Saturnino Peri (1920–1929 renunciou)
- Giovanni Pirastru (1930–1970 aposentado)
- Giovanni Cogoni (1970–1992 aposentado)
- Arrigo Miglio (1992–1999 nomeado, Bispo de Ivrea)
- Tarcísio Pillolla (1999–2007 aposentado)
- Giovanni Paolo Zedda (8 de março de 2007 - 6 de outubro de 2022 Aposentado)
- Mario Farci (30 de novembro de 2024)